# Primera División 2019-20 (kvinder)
Primera División Femenina de Fútbol 2019–20 var den 32. udgave af Spaniens bedste række indenfor kvindefodbold og den 19. siden starten af Superliga Femenina.
Den 6. maj 2020, annoncerede Spaniens fodboldforbund, at ligaen sluttede før tid på grund af coronaviruspandemien. Intet hold skulle rykke ned og Barcelona blev udnævnt som mester fem år efter deres sidste titel. Det blev også annonceret, at ligaen ville udvides til 18 hold i 2020–21 sæsonen.

## Hold
Deportivo La Coruña og Tacón rykkede op fra Segunda División. Begge hold fik deres debut i Spaniens bedste fodboldrække for kvinder, de erstattede Málaga og Fundación Albacete, som begge rykkede ned i forrige sæson.

### Stadions og lokaliteter
| Klub                | Hjemby                     | Stadion                |
| ------------------- | -------------------------- | ---------------------- |
| Athletic Bilbao     | Bilbao                     | Lezama                 |
| Atlético Madrid     | Madrid                     | Centro Deportivo Wanda |
| Barcelona           | Barcelona                  | Johan Cruyff           |
| Deportivo La Coruña | A Coruña                   | Abegondo               |
| Espanyol            | Barcelona                  | Dani Jarque            |
| Granadilla          | Granadilla de Abona        | La Palmera             |
| Levante             | Valencia                   | Ciudad Deportiva       |
| Logroño             | Logroño                    | Las Gaunas             |
| Madrid CFF          | San Sebastián de los Reyes | Nuevo Matapiñonera     |
| Rayo Vallecano      | Madrid                     | Ciudad Deportiva       |
| Real Betis          | Seville                    | Luis del Sol           |
| Real Sociedad       | San Sebastián              | Zubieta                |
| Sevilla             | Seville                    | Jesús Navas            |
| Sporting Huelva     | Huelva                     | Nuevo Colombino        |
| Tacón               | Madrid                     | Ciudad Real Madrid     |
| Valencia            | Valencia                   | Antonio Puchades       |

## Stilling
| Pos | Hold                | K  | V  | U | T  | M+ | M- | MF  | P  | Kvalifikation eller nedrykning          |
| --- | ------------------- | -- | -- | - | -- | -- | -- | --- | -- | --------------------------------------- |
| 1   | Barcelona           | 21 | 19 | 2 | 0  | 86 | 6  | +80 | 59 | Kvalifikation til UEFA Champions League |
| 2   | Atlético Madrid     | 21 | 15 | 5 | 1  | 43 | 17 | +26 | 50 | Kvalifikation til UEFA Champions League |
| 3   | Levante             | 21 | 14 | 3 | 4  | 40 | 21 | +19 | 45 |                                         |
| 4   | Deportivo La Coruña | 21 | 11 | 4 | 6  | 46 | 38 | +8  | 37 |                                         |
| 5   | Athletic Bilbao     | 21 | 10 | 5 | 6  | 30 | 23 | +7  | 35 |                                         |
| 6   | Real Sociedad       | 21 | 9  | 6 | 6  | 33 | 26 | +7  | 33 |                                         |
| 7   | Logroño             | 21 | 8  | 5 | 8  | 31 | 41 | −10 | 29 |                                         |
| 8   | Rayo Vallecano      | 21 | 7  | 7 | 7  | 24 | 33 | −9  | 28 |                                         |
| 9   | Granadilla          | 21 | 6  | 6 | 9  | 24 | 35 | −11 | 24 |                                         |
| 10  | Tacón               | 21 | 6  | 5 | 10 | 33 | 48 | −15 | 23 |                                         |
| 11  | Sevilla             | 21 | 6  | 4 | 11 | 25 | 33 | −8  | 22 |                                         |
| 12  | Real Betis          | 21 | 4  | 8 | 9  | 25 | 33 | −8  | 20 |                                         |
| 13  | Madrid CFF          | 21 | 5  | 4 | 12 | 22 | 45 | −23 | 19 |                                         |
| 14  | Sporting Huelva     | 21 | 5  | 3 | 13 | 13 | 36 | −23 | 18 |                                         |
| 15  | Valencia            | 21 | 3  | 8 | 10 | 21 | 28 | −7  | 17 |                                         |
| 16  | Espanyol            | 21 | 0  | 5 | 16 | 13 | 46 | −33 | 5  |                                         |

## Sæsonstatistik

### Topscorere
| Nr. | Spiller          | Klub                | Mål |
| --- | ---------------- | ------------------- | --- |
| 1   | Jennifer Hermoso | Barcelona           | 23  |
| 2   | Asisat Oshoala   | Barcelona           | 20  |
| 3   | Peke             | Deportivo La Coruña | 14  |
| 4   | Oriana Altuve    | Rayo Vallecano      | 13  |
| 5   | Jade Boho        | Logroño             | 12  |
| 6   | Nahikari García  | Real Sociedad       | 11  |
| 7   | Alexia Putellas  | Barcelona           | 10  |
| 7   | Gaby             | Deportivo La Coruña | 10  |
| 9   | Ángela Sosa      | Atlético Madrid     | 9   |
| 9   | Lucía García     | Athletic Bilbao     | 9   |

### Hat-tricks
| Spiller                | For                 | Imod                | Resultat | Runde |
| ---------------------- | ------------------- | ------------------- | -------- | ----- |
| Jennifer Hermoso       | Barcelona           | Tacón               | 9–1 (h)  | 1     |
| Barbra Banda           | Logroño             | Tacón               | 5–1 (h)  | 3     |
| Caroline Graham Hansen | Barcelona           | Deportivo La Coruña | 6–1 (h)  | 10    |
| Oriana Altuve          | Rayo Vallecano      | Granadilla          | 3–1 (h)  | 12    |
| Nahikari García        | Real Sociedad       | Logroño             | 5–0 (h)  | 13    |
| Peke                   | Deportivo La Coruña | Real Sociedad       | 3–3 (h)  | 14    |
| Asisat Oshoala4        | Barcelona           | Tacón               | 6–0 (u)  | 16    |
| Mari Jose              | Granadilla          | Deportivo La Coruña | 5–3 (h)  | 18    |
| Peke                   | Deportivo La Coruña | Real Sociedad       | 5–1 (h)  | 21    |
| Asisat Oshoala         | Barcelona           | Logroño             | 6–0 (u)  | 21    |